# Centropyge interruptus
Espèce
Synonymes
- Angelichthys interruptus Tanaka, 1918

Statut de conservation UICN

 LC  : Préoccupation mineure
Le poisson-ange nain japonais  (Centropyge interruptus ) est une espèce de poissons de la famille des pomacanthidés.  Elle est présente dans les récifs coralliens de l'Océan Pacifique sur les côtes du Japon et de Hawaï,.La taille maximale pour cette espèce est de 19 cm à 15 cm selon les sources.